# Wideo na życzenie
Wideo na życzenie (skrót VoD lub VOD; ang. Video on Demand – wideo na żądanie), pot. także oglądanie na żądanie – usługa zezwalająca na oglądanie nadawanego materiału filmowego lub słuchanie nadawanego nagrania dźwiękowego w wybranym przez kogoś czasie, późniejszym niż czas emisji. Nadawana (także „na żywo”) audycja może być dzięki temu przesunięta w odbiorze dla pojedynczego widza i słuchacza.
Oglądanie na żądanie jest możliwe od czasu pojawienia się magnetowidów, jednak wymagają one użycia wielu kaset wideo, a sam proces przewinięcia i wymiany kasety trwa wymierną ilość czasu i może być uznany za niewygodny. Popularność wideo na życzenie stała się możliwa dopiero w erze cyfryzacji sygnału audiowizualnego, gdyż dopiero to przyspieszyło przekaz, archiwizację i dostęp do danych. Prawdziwy boom na VoD rozpoczął się wraz z rozwojem szerokopasmowego dostępu do internetu oraz telefonii trzeciej generacji.
Dzięki rozwojowi technologicznemu pojawiły się cyfrowe odpowiedniki magnetowidu w postaci stacjonarnych nagrywarek wideo z dyskiem twardym (tzw. Personal Video Recorder). Urządzenia te mogą tworzyć prywatną bibliotekę wideo dzięki znacznie dłuższym maksymalnym czasom nagrywania, sięgającym obecnie setek godzin. Bieżące nagrywanie wszystkich audycji telewizyjnych przez urządzenia PVR (np. w ciągu jednej doby) umożliwia późniejsze odtworzenie tylko wybranych nagrań, o dowolnej porze, po upływie dowolnego czasu. Możliwe jest też jednoczesne nagrywanie tej samej audycji z opóźnionym odtwarzaniem (time shift).
Wideo na życzenie prawdopodobnie będzie standardową usługą udostępnianą przez samych dostawców sygnału telewizyjnego, gdyż przenosi tradycyjne wypożyczalnie kaset VHS i płyt DVD do prywatnych mieszkań, tak jak kino domowe stara się „konkurować” z kinem tradycyjnym.
VOD może dotyczyć wszystkich audycji nadawanych publicznie (bezpłatnie). Najczęściej operatorzy VOD dają możliwość zamówienia pojedynczej pozycji za pojedynczą opłatą (nVOD) lub oferują nieograniczony dostęp do określonej zawartości wideo całej kolekcji w ramach subskrypcji (sVOD) po wykupieniu abonamentu.
Ustawa z dnia 29 grudnia 1992 r. o radiofonii i telewizji (Dz.U. z 2022 r. poz. 1722) zawiera regulacje prawne dotyczące audiowizualnych usług medialnych na żądanie.

## Dostępność usług VOD
Obecnie usługi VOD świadczone są poprzez różne kanały dystrybucji:
- set-top-box,
- strony internetowe,
- telewizję hybrydową (Connected TV),
- aplikacje mobilne (smartfony, tablety).

## Rodzaje usług VOD
| Usługa                                                             | Opis |
| ------------------------------------------------------------------ | --- |
| SVoD (Subscription Video on Demand)                                | subskrypcja wideo na żądanie. Zapewnia swobodny dostęp przez określony czas do pełnej oferty wideo danego dostawcy po opłaceniu regularnej opłaty subskrypcyjnej (np. miesięcznej). Na tej zasadzie funkcjonują m.in. dwaj światowi giganci: Netflix i HBO (ze swoją usługą HBO GO lub HBO MAX) |
| SVoD (Streaming Video on Demand)                                   | usługa VoD wykorzystująca technologię streamingu |
| TVoD (Transactional Video on Demand)                               | w tej opcji wybraną pozycję możemy oglądać przez określony czas za jednorazową opłatą. Na tej zasadzie można obejrzeć filmy m.in. w Orange VoD (dostępne w ramach pakietów telewizyjnych Orange) |
| TVoD–EST (Transactional Video on Demand – Electronic-Sell-Through) | ta opcja umożliwia zakup profesjonalnych treści sprzedawanych w katalogu indywidualnie |
| TVoD–DTR (Transactional Video on Demand – Download-to-Rent)        | ta opcja umożliwia wypożyczanie przez jednostkę profesjonalnych treści sprzedawanych w katalogu. Wyróżniamy tu dwie opcje: 1. DTO – Download to Own – pobranie na własność, 2. DTB – Download to Burn – pobranie, by nagrać |
| TVoD (True Video on Demand)                                        | starsze, przestarzałe określenie usługi wideo na żądanie (VoD) |
| AVoD (Advertised Video on Demand)                                  | w tej opcji można oglądać filmy bezpłatnie, jeśli godzimy się na przerywanie emisji reklamami. Tak oferuje swoje treści np. YouTube |
| AVoD (Amazon Video on Demand)                                      | usługa VoD od Amazona |
| ASVoD (Ad-Supported Video on Demand)                               | ta opcja odnosi się do usług wideo, które zapewniają bezpłatne treści obsługiwane przez reklamy |
| BVoD (Broadcaster Video on Demand)                                 | BVoD jest podobny do AVoD, ale obejmuje treści pochodzące od tradycyjnych nadawców telewizyjnych |
| DVoD (Digital Video on Demand)                                     | serwis udostępniający treści w formie cyfrowej |
| EVoD (Exclusive Video on Demand)                                   | w tej opcji można kupić pojedyncze materiały na określony temat, np. zapis konkretnego szkolenia |
| FVoD (Free Video on Demand)                                        | bezpłatne wideo na żądanie: program VoD oferowany przez operatora sieci bezpłatnie |
| GVoD (Gamified Video on Demand)                                    | usługa VoD oferująca platformę do gier |
| IVoD (Interactive Video on Demand lub Impulse Video on Demand)     | sposób dostarczania wideo na żądanie, w którym odbiorca może wpływać na sposób emisji wykorzystując następujące cechy: 1. Play/Resume – Uruchomienie program od początku albo wznowienie emisji po zatrzymaniu przekazu, 2. Stop – przerwanie na stałe lub czasowe emisji pokazu, 3. Pauza – zatrzymanie obrazu, 4. Skocz do przodu – przełączenie do danej chwili w prezentacji filmu w kierunku do przodu, 5. Skocz w tył – przesunięcie do danej chwili w prezentacji filmu w kierunku wstecznym, 6. Inne interaktywne funkcje, np. obejmujące możliwość unikania lub wybrania obejrzenia reklamy, udziału w badaniach dodatkowych, przeglądania, wyboru i zakupu towarów (te funkcje dostępne są m.in. w usługach wideo na żądanie dostępnych w telewizji hybrydowej) |
| PVoD (Pull Video on Demand)                                        | nazywany również prawdziwym VoD. Jego cechą jest to, że materiały video są gromadzone przez operatora w katalogu, a następnie klienci mogą dokonywać ich wyboru z użyciem kanału zwrotnego, takiego jak internet. Klient zwykle składa zamówienie na konkretne nagranie, po czym otrzymuje dostęp do określonego pliku na serwerze |
| PVoD (Push Video on Demand)                                        | jest to domowa wypożyczalnia filmów i programów, które widz może obejrzeć o dowolnej porze. Wykorzystuje on funkcję Personal Video Recorder umożliwiającą selekcjonowanie oraz nagrywanie wybranych programów na twardy dysk zainstalowany w dekoderze. Materiał oferowany w ramach Push VoD zapisany jest na specjalnie wydzielonej powierzchni dysku, a nie np. na centralnym serwerze. Po określonym czasie dane zostają wymienione (usunięte również z dysku po określonym czasie od wypożyczenia), a widz otrzymuje na dekoder nowy pakiet programowy |
| QVoD (Quasi Video on Demand)                                       | usługa jest taka sama jak Near Video on Demand, z wyjątkiem tego, że program jest udostępniany subskrybentom tylko wtedy, gdy zarejestruje się minimalna liczba subskrybentów. (Termin może być przestarzały) |
| QVoD (Quick Video on Demand)                                       | rodzaj usługi umożliwiającej szybkie wypożyczenie danego filmu |
| RVoD (Real Video on Demand)                                        | rodzaj usługi VoD oferującej treści na żywo |
| XVoD (Extended Video on Demand)                                    | usługa rozszerzająca podstawowy serwis VoD |
| MVoD (Mbone Vcr on Demand)                                         | rodzaj usługi VoD z wykorzystaniem technologii Multicast Backbone, która obsługuje różne aplikacje, z których jedną z najpopularniejszych są ogólnoświatowe konferencje audio/wideo |
| MVoD (MagiNet Video on Demand)                                     | specyficzna technologia serwisu VoD użytkowana na Filipinach |
| MVoD (Multicast Video on Demand)                                   | systemy multisesji VoD |
| NVoD (Near Video on Demand, inna nazwa Pay-per-view, skrót PPV)    | dosłowne tłumaczenie: „niemal na życzenie”. W usłudze NVoD płaci się za obejrzenie konkretnej treści. Użytkownik otrzymuje uprawnienia do obejrzenia filmu dopiero po dokonaniu opłaty za pojedyncze wyświetlenie (np. sms, przelew itp.) lub doliczenie zamówionej pozycji do faktury. Najczęściej ten system emisji wykorzystuje metodę polegającą na transmisji tego samego filmu o różnych porach rozpoczęcia emisji na kilku kanałach telewizyjnych, dystrybuowanych przez telewizję kablową lub satelitę. Na poszczególnych kanałach filmy rozpoczynają się o różnych godzinach emisji, a niektóre zaczynają się nawet z różnicą co 10, 15 lub 30 min na różnych kanałach. Często poszczególne widowiska emitowane są w tym systemie okazjonalnie na specjalnie przygotowanym kanale o określonej porze emisji (np. gale sportowe). W odróżnieniu do Near VoD (PPV), gdzie operatorzy dają możliwość zamówienia pojedynczej pozycji za pojedynczą opłatą |
| Pay per Download VoD                                               | jest to taki model usługi „wideo na życzenie”, który funkcjonuje analogicznie jak tradycyjna wypożyczalnia filmów na DVD. Użytkownik wybiera określone nagranie, opłaca je, po czym uzyskuje do niego dostęp na ściśle określony czas – np. jedną lub dwie doby |
| DtO (Download-to-Own)                                              | w tej opcji użytkownik uzyskuje prawo do korzystania z treści przez nieograniczony czas i może je archiwizować, zwykle jako plik zabezpieczony przed kopiowaniem, na osobnym dysku, a następnie odtwarzać tak często jak sobie tego życzy |
| Kino-on-Demand                                                     | ta opcja to modyfikacja znanego systemu wideo na żądanie. Z jedną zasadniczą różnicą: w przyszłości kina będą mogły również zarabiać na sprzedaży cyfrowej. W ten sposób generują dodatkowe dochody, aby przeciwdziałać spadkowi rozwoju kin |
| Catch UP TV (inaczej Replay TV)                                    | jest formą wideo na żądanie, która pozwala na oglądanie wybranych programów wyemitowanych już przez stacje telewizyjne. Programy te są dostępne przez okres kilkunastu dni po ich pierwotnej emisji. Usługa ta może być udostępniana odbiorcy zarówno poprzez STB lub na stronie internetowej danego operatora. Po raz pierwszy usługa ta pojawiła się w Polsce 20 września 2010 r. w ofercie Telekomunikacji Polskiej (Orange). Obecnie oferuje ją m.in. Cyfrowy Polsat i sieć Toya |
| VoD-ES (Video on Demand Entertainment Server)                      | serwer obsługujący usługę VoD |
| VoD-IS (Video on Demand Information Server)                        | serwer obsługujący informacje usługi VoD |
| VoD-KA (Video On Demand Kernel Architecture)                       | architektura jądra serwisu VoD |
| VoD-N (Video on Demand Network)                                    | sieć obsługująca serwis VoD |
| VoD-S (Video On Demand System)                                     | system obsługujący VoD |
| VINE (Video on demand and Interactive video Editing system)        | usługa VoD umożliwiająca edycję treści |
| VoDoIP (Video on Demand Over Internet Protocol)                    | usługa VoD korzystająca z technologii IP |
| DVD (Demand Video on Demand)                                       | usługa VoD na żądanie |

## Podobne określenia
Terminu „wideo na życzenie” (VOD) nie należy mylić z podobnymi określeniami:
- płatna (szyfrowana) telewizja
- wypożyczalnia kaset lub płyt
- telewizja internetowa
- podcasting i vodcasting.

## Internetowe platformy i usługi VOD
Internetowe serwisy Over-the-top (OTT, pol. więcej niż zwykle), niepodpięte pod żadnych operatorów płatnej telewizji, oferują dostęp do usług typu wideo na życzenie, najczęściej jako Catch Up TV (powtórki programów po emisji w telewizji). Tak rozumiana telewizja internetowa pozwala użytkownikom na wybór treści programu, filmu lub serialu, w każdym czasie z archiwum treści lub z katalogu kanałów. Obie formy oglądania telewizji internetowej pozwalają na strumieniowe oglądanie treści bezpośrednio z odtwarzacza multimedialnego lub na pobieranie nośnika do komputera użytkownika.
Platformy internetowe pozwalają na odbieranie treści na wszystkich urządzeniach, które pozwalają na korzystanie z Internetu, za pomocą prostych urządzeń terminalowych bez potrzeby instalowania specjalistycznego oprogramowania (np. telefony komórkowe, smartfony, tablety, palmtopy, laptopy z przystosowanym system operacyjnym, telewizory wyposażone w moduł Internetowy, konsole do gier) najczęściej za pomocą przygotowanych w tym celu aplikacji internetowych. Korzystanie z telewizji internetowej za pomocą usług informatycznych na urządzeniach mobilnych oparte jest na systemie cloud computing.
Zwykle są to serwisy oparte na stronach internetowych lub aplikacje mobilne oparte na systemie Windows, Mac, Linux, iOS, Android, aplikacje na konsolę, aplikacje telewizyjna, aplikacja na Set-top-boxa. Dostęp do nich dla użytkowników jest darmowy lub odpłatny.

## Aplikacje i serwisy VOD w Polsce
| Nazwa serwisu            | Logo | Data startu                                                                                        | Data likwidacji                       | Operator                                        | Typ  | Dostępność                                                                               | Odpłatność          | Strona |
| ------------------------ | ---- | -------------------------------------------------------------------------------------------------- | ------------------------------------- | ----------------------------------------------- | ---- | ---------------------------------------------------------------------------------------- | ------------------- | ------ |
| seriale+/Premiery Canal+ |      | ?                                                                                                  |                                       | Canal+ Polska                                   | SVoD | Aplikacja STB                                                                            | Tak                 |        |
| PictureBox               |      | 1 lipca 2007                                                                                       | 31 sierpnia 2014                      | SPI International Polska                        | SVoD | Aplikacja STB                                                                            | Tak                 | brak   |
| Cineman                  |      | grudzień 2007                                                                                      |                                       | Cineman Sp. z o.o.                              | SVoD | strona www, Aplikacja Smart TV                                                           | Tak                 |        |
| HBO On Demand            |      | 21 stycznia 2008 (jako HBO Digital)/ 1 kwietnia 2010 (jako HBO On Demand)                          |                                       | HBO Central Europe                              | SVoD | Aplikacja STB                                                                            | Tak                 | n.d.   |
| Polsat Box Go            |      | 26 września 2008 (jako ipla)/1 września 2021                                                       |                                       | Cyfrowy Polsat                                  | SVoD | strona www, Aplikacja Windows/Mac, Aplikacja iOS/android, Aplikacja Smart TV/STB/konsola | Częściowo           |        |
| TVP VOD                  |      | czerwiec 2010                                                                                      |                                       | TVP                                             | AVoD | strona www, Aplikacja iOS/android, Aplikacja Smart TV/STB                                | Częściowo           |        |
| HBO Max                  |      | 16 grudnia 2010 (jako HBO Go) 8 marca 2022, 8 lipca 2025 (jako HBO Max) 11 czerwca 2024 (jako Max) |                                       | HBO Central Europe                              | SVoD | strona www, Aplikacja Windows/Mac, Aplikacja iOS/android, Aplikacja Smart TV/STB/konsola | Tak                 |        |
| Player                   |      | 26 sierpnia 2011/ 24 lutego 2014                                                                   |                                       | TVN Warner Bros. Discovery                      | SVoD | strona www, Aplikacja iOS/android, Aplikacja Smart TV/STB/konsola                        | Częściowo           |        |
| Telewizja Tu i Tam       |      | 9 maja 2012                                                                                        | 30 marca 2018                         | Orange Polska                                   | SVoD | strona www, Aplikacja iOS/android, Aplikacja STB                                         | Tak                 |        |
| Filmbox+                 |      | 26 lipca 2012                                                                                      |                                       | SPI International Polska                        | SVoD | strona www, Aplikacja Smart TV/STB                                                       | Tak                 |        |
| VOD.pl                   |      | 21 września 2012                                                                                   | 31 stycznia 2024                      | TVN Warner Bros. Discovery                      | AVoD | strona www, Aplikacja Windows, Aplikacja iOS/android, Aplikacja Smart TV/STB             | Nie                 |        |
| PlayPuls                 |      | 7 sierpnia 2014                                                                                    |                                       | TV Puls                                         | AVoD | strona www                                                                               | Nie                 |        |
| Chili.tv                 |      | styczeń 2015                                                                                       |                                       | Chili Spa                                       | SVoD | strona www, Aplikacja iOS/android, Aplikacja Smart TV/konsola                            | Tak                 |        |
| CDA Premium              |      | styczeń 2016                                                                                       |                                       | CDA S.A.                                        | SVoD | strona www, Aplikacja iOS/android, Aplikacja Smart TV/konsola                            | Tak                 |        |
| arte.tv                  |      | listopad 2016                                                                                      |                                       | ARTE                                            | FVoD | strona www, Aplikacja iOS/android, Aplikacja Smart TV                                    | Nie                 |        |
| Polsat Go                |      | 14 sierpnia 2021                                                                                   | 31 sierpnia 2023                      | Telewizja Polsat                                | AVoD | strona www, Aplikacja Windows/Mac, Aplikacja iOS/android, Aplikacja Smart TV/STB/konsola | Nie                 |        |
| AXN Now                  |      | ?                                                                                                  |                                       | Sony Pictures Entertainment                     | SVoD | Aplikacja STB                                                                            | Tak                 |        |
| Netflix                  |      | 6 stycznia 2016 (w Polsce)                                                                         |                                       | Netflix                                         | SVoD | strona www, Aplikacja Windows/Mac, Aplikacja iOS/android, Aplikacja Smart TV/STB/konsola | Tak                 |        |
| Prime Video              |      | 14 grudnia 2016 (w Polsce)                                                                         |                                       | Amazon                                          | SVoD | strona www, Aplikacja Windows/Mac, Aplikacja iOS/android, Aplikacja Smart TV/STB/konsola | Tak                 |        |
| Showmax                  |      | 15 lutego 2017 (w Polsce)                                                                          | 31 stycznia 2019 (w Polsce)           | Naspers                                         | SVoD | strona www, Aplikacja Windows, Aplikacja iOS/android, Aplikacja Smart TV/STB             | Tak                 |        |
| National Geographic Play |      | październik 2018                                                                                   |                                       | Fox International Channels Polska               | SVoD | Aplikacja STB                                                                            | Tak                 |        |
| Fox Play                 |      | październik 2018                                                                                   |                                       | Fox International Channels Polska               | SVoD | Aplikacja STB                                                                            | Tak                 |        |
| Paramount Play           |      | październik 2018                                                                                   |                                       | Viacom International Media Networks             | SVoD | Aplikacja STB                                                                            | Tak                 |        |
| Rakuten TV               |      | luty 2019                                                                                          |                                       | Rakuten                                         | SVoD | strona www, Aplikacja iOS/android, Aplikacja Smart TV                                    | Częściowo           |        |
| Apple TV+                |      | 1 listopada 2019                                                                                   |                                       | Apple Inc.                                      | SVoD | strona www, Aplikacja iOS/android, Aplikacja Smart TV                                    | Tak                 |        |
| Canal+ online            |      | 20 maja 2020                                                                                       |                                       | Canal+ Polska                                   | SVoD | strona www, Aplikacja iOS/android, Aplikacja Smart TV/STB/konsola                        | Tak                 |        |
| KATOFLIX                 |      | 2020                                                                                               |                                       | Studio Katolik                                  | SVoD | strona www, Aplikacja iOS/android                                                        | Tak                 |        |
| 35mm.online              |      | 2021                                                                                               |                                       | Polski Instytut Sztuki Filmowej oraz WFDiF, SFR | SVoD | strona www, Aplikacja iOS/android                                                        | Nie (do 31.01.2024) |        |
| Viaplay                  |      | 3 sierpnia 2021 (w Polsce)                                                                         | 29 czerwca 2025 (w Polsce, planowana) | Viaplay Group                                   | SVoD | strona www, Aplikacja Windows/Mac, Aplikacja iOS/android, Aplikacja Smart TV/STB/konsola | Tak                 |        |
| Disney+                  |      | 14 czerwca 2022                                                                                    |                                       | The Walt Disney Company                         | SVoD | strona www, Aplikacja Windows/Mac, Aplikacja iOS/android, Aplikacja Smart TV/STB/konsola | Tak                 |        |
| TBNGO.PL                 |      | 10 stycznia 2023                                                                                   |                                       | TBN Polska                                      | AVoD | strona www                                                                               | Nie                 |        |
| MEGOGO                   |      | 2023                                                                                               |                                       | MEGOGO                                          | SVoD | strona www, Aplikacja iOS/android, Aplikacja Smart TV                                    | Częściowo           |        |
| SkyShowtime              |      | 14 lutego 2023                                                                                     |                                       | SkyShowtime                                     | SVoD | strona www, Aplikacja iOS/android, Aplikacja Smart TV                                    | Tak                 |        |
| Music Box Polska         |      | 2023                                                                                               |                                       | MEGOGO                                          | AVoD |                                                                                          | Nie                 |        |
| Strefakina               |      | 2023                                                                                               |                                       | Strefakina                                      | SVoD | strona www, Aplikacja iOS/android, Aplikacja Smart TV/STB                                | Tak                 |        |